# Serafín Olave
Serafín Olave Díez (Sevilla, 4 de julio de 1831 - Calahorra, La Rioja, 15 de enero de 1884) fue un militar, político y escritor de Navarra (España). Miembro de la Asociación Euskara de Navarra desde sus inicios.

## Biografía
Hijo de Florencio Olave, navarro y militar liberal, y de Nicanora Díez, vallisoletana, siguió la carrera de su progenitor e ingresó en la Academia de Artillería de Segovia en 1849. Fue nombrado alférez en 1851 y participó en el pronunciamiento de O'Donnell de 1854. Ascendido a teniente, en 1858 fue enviado a Filipinas, combatiendo en la Cochinchina, de donde regresó en 1862 con el empleo de teniente coronel. En 1869 participó en la guerra de Cuba, de donde regresó a los pocos meses ascendido a coronel y herido en acción. Posteriormente participó en la toma de Estella durante la Tercera Guerra Carlista, tras lo cual abandonó la vida militar para dedicarse a la política.
A partir de 1872 fue diputado al Congreso por Navarra, inicialmente con el Partido Radical del que pasó al Partido Republicano Democrático Federal (PRDF) de Francisco Pi y Margall, partido que presidió. Durante la Primera República Española formó con las posturas más intransigentes, apoyando incluso desde su escaño la sublevación cantonal. En las Cortes constituyentes defendió que Navarra constituyera uno de los estados de la República Federal, postura patrocinada por la Diputación. Planteaba la posibilidad de incorporación libre de los territorios de Rioja, Vascongadas y la Sexta Merindad de Navarra.
Fue autor de varias obras en las que defendió sus ideas federalistas y foralistas a un tiempo: Tradición y progreso (1877) y El pacto político como fundamento histórico general de la nacionalidad española y especialmente como manifestación legal de la soberanía independiente de Navarra, en unas épocas y en otras de su autonomía sin perjuicio de la unidad nacional (1878).
El 4 de marzo de 1883, siendo presidente del Partido Republicano Democrático Federal organizó una asamblea en Tudela donde se aprobó la Constitución futura de Navarra o Bases redactadas según el espíritu de los antiguos fueros, acomodados a las formas modernas, bases constitucionales para Navarra dentro del proyecto de Constitución que preparaba el Partido Republicano Federal, donde concilia régimen foral con federalismo:

Una Constitución nacional basada en el derecho de autonomía completa regional de Navarra, dentro de la comunidad nacional española [que] arranca legal y legítimamente del pacto establecido al incorporarse a Castilla, quedando Navarra estado de por sí; pacto que en nada ha perdido su validez legal por las violaciones del mismo, consumados en virtud de fuerza mayor.

Conste para siempre que, siendo los derechos especiales y positivos de Navarra al goce de su autonomía regional [o sea sus fueros] anteriores a los que puedan declararse por la República democrática Federal, Navarra debe aspirar al planteamiento del presente constitución regional.

Se constituirá en Región, pero está dispuesta a admitir la libre reincorpoaración de los territorios de Rioja, Vascongadas, y Sexta Merindad de Ultrapuertos, que antes fueron navarros, contando ya que, en algunos de ellos, existe la patriótica tendencia a tan fraternal y conveniente unión, cuando las circunstancias lo permitan.

Con el fin de estrechar los lazos de simpatía existentes entre Navarra y los territorios que antes fueron navarros, o sea La Rioja, Vascongadas y Navarra francesa, [...] se conceden los derechos de ciudadano navarro a los riojanos, vascongados y franceses de la Sexta Merindad de Ultrapuertos que lo soliciten.

En 1862 se casó con Valentina Velasco Cambra (Calahorra, 3 de noviembre de 1820) hija de Antonio Velasco e Inocencia Cambra, que se había quedado viuda de Juan Ulzurrun de Asanza Peralta. De esta nueva unión matrimonial nació Buenaventura Olave Velasco.

## Homenajes y reconocimiento
Cuando falleció Buenaventura (Madrid, 22 de mayo de 1928) dejará en su testamento una disposición por la cual se encargaría la Diputación Foral de Navarra de crear, con el capital legado, una fundación con el nombre de su padre (Fundación Benéfica de Don Serafín Olave y Díez) a la que se añadió otra, la Biblioteca Olave cuya escritura fundacional fue firmada en Pamplona ese año con una aportación de capital de 3.000 pesetas anuales con el objeto de premiar concursos y publicar obras referidas a Navarra. La Diputación creó el 16 de abril de 1929 del Patronato de la Biblioteca Olave como medio de gestionar tales concursos.